# Mercedes-Benz Integro
Il Mercedes-Benz O550 Integro è un modello di autobus interurbano prodotto a partire dal 1996 da EvoBus con marchio Mercedes-Benz.

## Caratteristiche
Il nome "Integro" deriva dalla tecnica costruttiva, poco usata nel mondo autobus, con la quale viene realizzato, cioè a struttura integrale, con telaio e laminati che realizzano un corpo unico, consentendo al tempo stesso una struttura più leggera e resistente di una classica struttura autoportante.

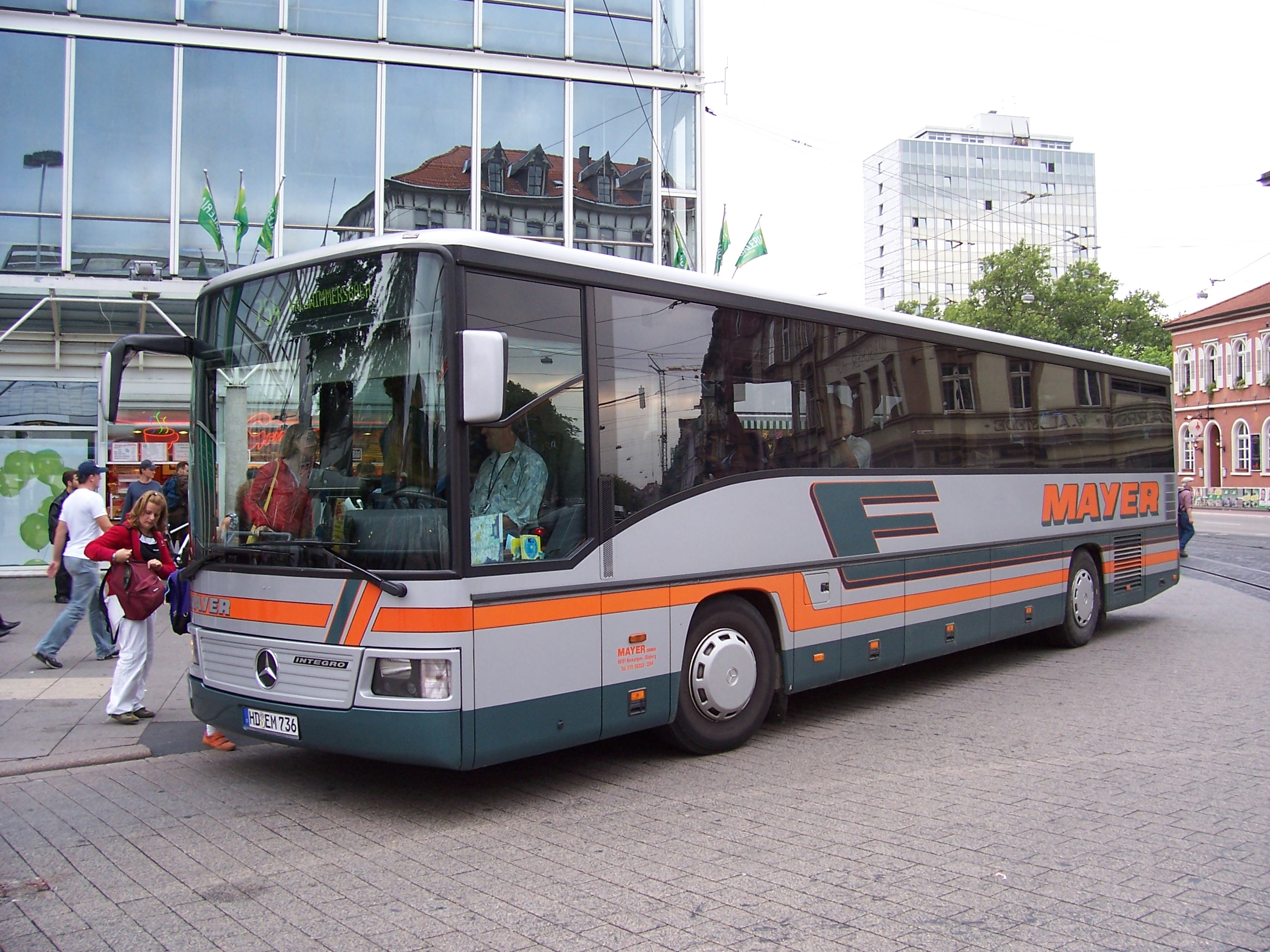
Mercedes-Benz Integro prima serie

L'autobus esiste in tre differenti lunghezze: da 12 metri e 13 metri a 2 assi, e in versione 15 metri a 3 assi (O550L); la prima serie dell'Integro prodotta dal 1998 al 2007 ha anche avuto in listino una versione con corridoio rialzato a 1100 mm da terra (Integro H) contro gli 850 della versione originale; la versione "H" con corridoio rialzato successivamente è stata offerta nella gamma del Mercedes-Benz Tourismo nuova versione.
L'autobus viene offerto in diverse motorizzazioni, a seconda del modello e della serie:
- Mercedes-Benz OM457 hLA da 11967 cm³ erogante 299 CV. (Integro, Integro M e Integro L prima serie)
- Mercedes-Benz OM457 hLA da 11967 cm³ erogante 354 CV. (Integro, Integro M e Integro L prima serie)
- Mercedes-Benz OM936 hLA da 7799 cm³ erogante 299 CV. (Integro e Integro M seconda serie)
- Mercedes-Benz OM936 hLA da 7799 cm³ erogante 354 CV. (Integro e Integro M seconda serie)
- Mercedes-Benz OM470 hLA da 10700 cm³ erogante 360 CV. (Integro L seconda serie)
- Mercedes-Benz OM470 hLA da 10700 cm³ erogante 394 CV. (Integro L seconda serie)
Tutte le versioni sono dotate di serie di cambio meccanico a 6 rapporti, a richiesta è presente il cambio automatico a 4 rapporti Voith o a 6 rapporti ZF.
Gli Integro, come i moderni autobus interurbani, sono dotati di aria condizionata e impianto stereo. Sono dotati inoltre di 2 porte rototraslanti ad espulsione di cui quella centrale singola o doppia, a seconda della richiesta. L'Integro nel 2007 ha avuto un restyling che ne ha modificato leggermente l'aspetto pur mantenendone le linee essenziali.